# Noord-Saksisch voetbalkampioenschap
Het Noord-Saksisch voetbalkampioenschap (Duits: Nordsachsische Fußballmeisterschaft) was een van de regionale voetbalcompetities van de Midden-Duitse voetbalbond, die bestond van 1909 tot 1930. De kampioen plaatste zich telkens voor de Midden-Duitse eindronde en maakte zo ook kans op de nationale eindronde.
Op 8 augustus 1909 werd in Riesa de voetbalbond Verband Mittelsächsischer Ballspiel-Vereine opgericht. De bond richtte een kampioenschap in dat gewonnen werd door Wettin Wurzen. In 1910 werd de bond lid van de Midden-Duitse bond die vanaf 1910/11 de competitie organiseerde als 1. Klasse Mittelsachsen. In 1914/15 werd er geen officiële competitie gespeeld wegens het uitbreken van de Eerste Wereldoorlog. Er vond wel een soort bekercompetitie plaats die door Döbelner SC 02 gewonnen werd. 
In 1919 reorganiseerde de voetbalbond de competities. De competities van Midden-Saksen, Zuidwest-Saksen, het Ertsgebergte en het Opper-Ertsgebergte werden verenigd onder de nieuwe Kreisliga Mittelsachsen. In de praktijk betekende dit voornamelijk dat de clubs die voorheen in de Zuidwest-Saksische competitie speelden en als sterker beschouwd werden de competitie domineerden. De clubs uit de andere competities speelden in de tweede klasse. In 1923 werd deze hervorming ongedaan gemaakt en gingen de competities opnieuw zelfstandig verder. De competities van het Ertsgebergte en Opper-Ertsgebergte gingen opnieuw van start zoals voorheen. De andere twee werden hervorm. De clubs uit de regio Chemnitz gingen in de Gauliga Mittelsachsen spelen, en de clubs die voor 1919 in de Midden-Saksische competitie speelden gingen in de Gauliga Nordsachsen spelen. 
In 1930 werden een aantal midden sterke competities ondergebracht bij andere competities om zo het aantal competities te verminderen. 

## Erelijst
- 1910 Wettin Wurzen
- 1911 Riesaer SV 03
- 1912 Dobelner SC 02
- 1913 Döbelner SC 02
- 1914 Riesaer SV 03
- 1915 Geen competitie
- 1916 Wettin Riesa
- 1917 FC 1912 Waldheim
- 1917-1919 Geen competitie
- 1924 Riesaer SV 03
- 1925 Riesaer SV 03
- 1926 Riesaer SV 03
- 1927 Riesaer SV 03
- 1928 Riesaer SV 03
- 1929 Riesaer SV 03
- 1930 Riesaer SV 03

### Seizoenen eerste klasse
| Club                  | /14 | Periode (1909-1914, 1915-1917, 1923-1930) |
| --------------------- | --- | ----------------------------------------- |
| Riesaer SV 03         | 14  | 1909-1914, 1915-1917, 1923-1930           |
| Döbelner SC 02        | 12  | 1910-1914, 1916-1917, 1923-1930           |
| FC 1901 Roßwein       | 11  | 1909-1912, 1913-1914, 1923-1930           |
| BC 1913 Hartha        | 8   | 1916-1917, 1923-1930                      |
| SV 1911 Gröditz       | 7   | 1923-1930                                 |
| VfB 1910 Rochlitz     | 7   | 1923-1930                                 |
| FC 1911 Geringswalde  | 7   | 1923-1930                                 |
| SV Nünchritz          | 5   | 1924-1929                                 |
| FC Wettin Riesa       | 5   | 1911-1914, 1915-1917                      |
| SpVgg Waldheim        | 4   | 1923-1924, 1927-1930                      |
| SV 1913 Oschatz       | 4   | 1923-1927                                 |
| VfB Riesa             | 3   | 1923-1926                                 |
| SV Röderau            | 2   | 1928-1930                                 |
| VfB Leisnig           | 2   | 1926-1928                                 |
| TuSV Oschatz          | 2   | 1909-1911                                 |
| FC Merkur Hainichen   | 2   | 1909-1910, 1913-1914                      |
| FA des RSV Waldheim   | 2   | 1915-1917                                 |
| FV Sportlust Riesa    | 1   | 1929-1930                                 |
| FC Wettin Wurzen 1902 | 1   | 1909-1910                                 |
| VfR Freiberg          | 1   | 1912-1913                                 |
| FC Rasensport Döbeln  | 1   | 1915-1916                                 |
| FC 1912 Waldheim      | 1   | 1916-1917                                 |